# Kommunalwahlen in Brandenburg 1998
Die Kommunalwahlen in Brandenburg 1998 fanden am Sonntag, dem 27. September 1998, statt. Am selben Tag fand auch die Landtagswahl in Mecklenburg-Vorpommern 1998 statt.
Es wurden die Vertreter für Kreistage, Stadtverordnetenversammlungen der kreisfreien Städte und Gemeindevertretungen beziehungsweise Stadtverordnetenversammlungen der kreisangehörigen Städte und Gemeinden gewählt.

## Ergebnis
Das amtliche Landesendergebnis der Kommunalwahl lautete:

### Kreistage der Landkreise und Stadtverordnetenversammlungen der kreisfreien Städte
Die Zahl der Wahlberechtigten war 2.036.423, die Wahlbeteiligung betrug 77,89 % (1993=59,89 %).
| Partei                                            | Prozent (1998) |
| ------------------------------------------------- | -------------- |
| Sozialdemokratische Partei Deutschlands (SPD)     | 38,97 (34,50)  |
| Christlich Demokratische Union Deutschlands (CDU) | 21,42 (20,56)  |
| Partei des Demokratischen Sozialismus (PDS)       | 21,62 (21,19)  |
| Bündnis 90/Die Grünen (B’90/Grüne)                | 4,13 (4,19)    |
| Freie Demokratische Partei (FDP)                  | 4,14 (7,09)    |
| andere Parteien                                   | 9,70 (12,47)   |

### Vertretungen der kreisangehörigen Städte und Gemeinden
Die Zahl der Wahlberechtigten war 1.703.386, die Wahlbeteiligung betrug 78,13 % (1993=60,41 %).
| Partei                                            | Prozent (1998) |
| ------------------------------------------------- | -------------- |
| Sozialdemokratische Partei Deutschlands (SPD)     | 30,20 (26,91)  |
| Christlich Demokratische Union Deutschlands (CDU) | 16,71 (17,31)  |
| Partei des Demokratischen Sozialismus (PDS)       | 15,97 (15,71)  |
| Bündnis 90/Die Grünen (B’90/Grüne)                | 1,54 (1,92)    |
| Freie Demokratische Partei (FDP)                  | 3,44 (6,55)    |
| andere Parteien                                   | 32,14 (31,61)  |